# Karkku vasútállomás
Karkku vasútállomás Finnországban, Sastamala településen található.

## Vasútvonalak
Az állomást az alábbi vasútvonalak érintik:
- Tampere–Pori-vasútvonal

## Kapcsolódó állomások
A vasútállomáshoz az alábbi állomások vannak a legközelebb: